# Козловка (Михайловский район)
Козловка — село в составе Михайловского городского поселения Михайловского района Рязанской области России.

## Общие сведения

### География
Село расположен у восточного подножия среднерусской возвышенности на берегу реки Проня (приток Оки); в 68 км к юго-западу от г. Рязань.
На западе село граничит с п. 10-й год Октября, на юге с г. Михайлов.

### Транспорт
На юге от села проходит Павелецкое направление Московской железной дороги. Ближайшая станция — Михайлов.
В непосредственной близости от села проходят 2 федеральные трассы:
- Р132 Калуга — Тула — Михайлов — Рязань.
- E 119 M6 Москва — Тамбов — Волгоград — Астрахань

### Население
| 1859 | 1906  | 2010  | 2023 |
| ---- | ----- | ----- | ---- |
| 979  | ↗1837 | ↘1043 | ↘973 |

### Климат
Климат умеренно континентальный, характеризующийся тёплым, но неустойчивым летом, умеренно суровой и снежной зимой. Ветровой режим формируется под влиянием циркуляционных факторов климата и физико-географических особенностей местности. Атмосферные осадки определяются главным образом циклонической деятельностью и в течение года распределяются неравномерно.
Согласно статистике ближайшего крупного населённого пункта — г. Рязани, средняя температура января −7.0 °C (днём) / −13.7 °C (ночью), июля +24.2 °C (днём) / +13.9 °C (ночью).
Осадков около 553 мм в год, максимум летом.
Вегетационный период около 180 дней.

## История
До 7 октября 2004 года село было административным центром Козловского сельского округа.